# Aldeanueva del Camino
Aldeanueva del Camino is een dorp en gemeente in de Spaanse provincie Cáceres in de regio Extremadura. Het dorp heeft 791 inwoners (1 januari 2016). De burgemeester is María Teresa Herrero Rubio.

## Geografie
Aldeanueva del Camino heeft een oppervlakte van 20 km² en grenst aan de buurgemeenten Abadía, Baños de Montemayor, El Cerro, Gargantilla, Hervás, La Granja en Segura de Toro.

## Wapen
De beschrijving van het wapen luidt in het Spaans als volgt: 
Escudo cuartelado. Primero, de plata, león pampante, de púrpura. Segundo, de azur, puente, de oro. Tercero, de sinople, cotiza, de plata. Cuarto, de gules, castillo, de oro, mazonado de sable y aclarado de azur. Al Timbre, corona real cerrada.

## Afbeeldingen

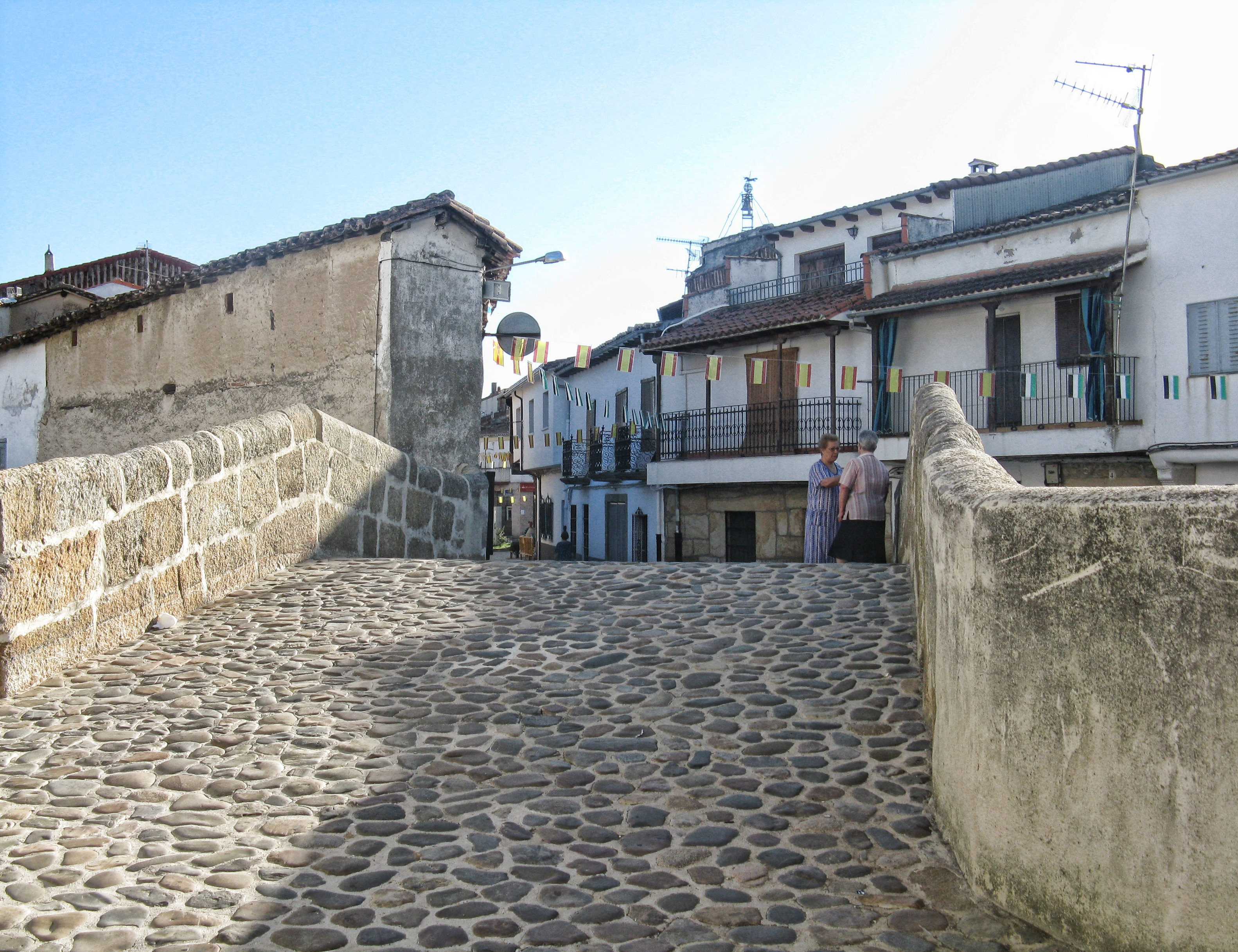
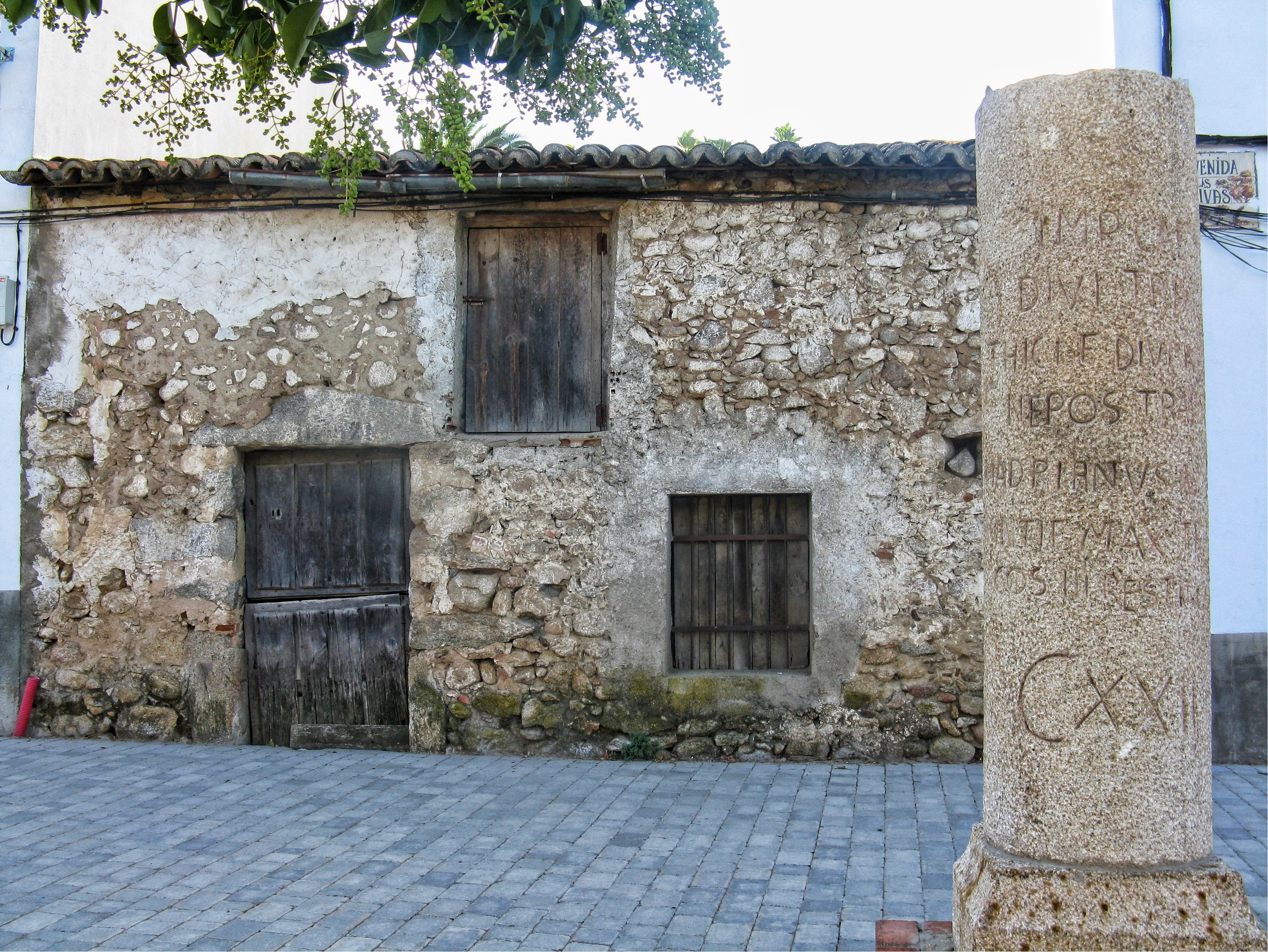

## Demografische ontwikkeling
Bron: INE, 1857-2011: volkstellingen